# Hildegard Simon
Hildegard Simon (* 8. März 1954 in Markt Bibart) ist eine deutsche Politikerin (SPD).

## Leben
Simon besuchte die Volksschule Markt Bibart und die Realschule Schillingsfürst. In den Jahren 1971 bis 1973 machte sie eine Ausbildung zur Beamtin des mittleren Diensts in der Bayerischen Finanzverwaltung beim Finanzamt Neustadt/Aisch – Bad Windsheim. Im Jahr 1992 wurde sie Finanzwirtin beim Finanzamt Uffenheim in der Beratungsstelle Neustadt/Aisch. 1993 wurde sie ehrenamtliche Richterin beim Sozialgericht in Nürnberg.

## Politischer Werdegang
Im Dezember 1980 trat Simon in die SPD ein. Dort war sie stellvertretende Kreisvorsitzende, ab 1984 Stadträtin, ab 1990 Kreisrätin und ab 1996 stellvertretende Fraktionsvorsitzende im Kreistag. Im Jahr 1998 war sie Listennachfolgerin für den verstorbenen Karl-Heinz Hiersemann, der Landtag trat allerdings zwischen ihrem Nachrücken und dem Beginn der 14. Wahlperiode nicht mehr zusammen. Im Jahr 2002 rückte sie erneut für den zum Fürther Oberbürgermeister gewählten Thomas Jung in den bayerischen Landtag nach, dem sie bis 2003 angehörte. In der Wahlperiode 2008–2014 war sie Vorsitzende der SPD-Fraktion im Kreistag Neustadt an der Aisch.